# Richard Grelling
Richard Grelling (né le 11 juin 1853 à Berlin - mort le 15 janvier 1929 à Berlin) est un avocat, journaliste, écrivain et militant pacifiste allemand.
Candidat du Parti progressiste en 1887, Grelling est le cofondateur en 1892 de la Deutsche Friedensgesellschaft. Exilé en Suisse pendant la Première Guerre mondiale, il critique — tout comme le fait Hermann Fernau — vivement l'Allemagne qu'il rend responsable de la guerre dans son ouvrage paru à Lausanne en 1915, J'accuse !.
Son fils Kurt Grelling (en) était un mathématicien et un philosophe.